# Dieci piccoli indiani (film 1965)
Dieci piccoli indiani (Ten Little Indians) è un film del 1965 diretto da George Pollock, basato sull'omonimo romanzo di Agatha Christie.

## Trama
In una villa in cima a una montagna, priva di mezzi di comunicazione e raggiungibile solo con una teleferica, vengono invitate dieci persone; la prima sera, subito dopo il termine della cena, una voce proveniente da un registratore azionato dal domestico Joseph Grohmann, e appartenente a un misterioso Mr. Owen (la voce nell'originale è dell'attore Christopher Lee) accusa ciascuno degli invitati di gravi colpe che avrebbero commesso, spiegando loro il motivo per cui sono stati riuniti in quel luogo, e promettendo loro una punizione.
Gli invitati iniziano a morire a uno a uno, e ciascuna morte è simboleggiata da una scultura raffigurante le statuette di "dieci piccoli indiani", dalla quale via via scompaiono le figure che la compongono. I superstiti, e potenziali prossime vittime, dapprima cercano l'assassino nella villa e, avendo riscontrato di essere gli unici occupanti della casa, si rendono conto che l'assassino è tra di loro.
Gli ospiti ad uno ad uno confessano i loro peccati, ma questo non ferma l'assassino che continua nella sua opera; il giudice Arthur Cannon ed il dottor Edward Armstrong, rimasti insieme quando il generatore di corrente si guasta, ritengono di potersi fidare l'uno dell'altro e concordano un piano per scoprire l'assassino: il giudice finge di essere ucciso per avere la possibilità di individuare Mr. Owen, al riparo dai sospetti dei quattro superstiti (oltre al dottore, il detective William Blore, Hugh Lombard e Ann Clyde).
A dispetto della situazione, Hugh e Ann superano ogni diffidenza e si scoprono innamorati. Mentre trascorrono insieme la notte nella stanza di lei, si confidano e ciascuno sostiene la propria innocenza: lei nega con forza l'addebito ascrittole da Mr. Owen, mentre lui confessa di non essere Hugh Lombard ma un suo amico, Charles Morley. Dopo aver provocato la morte della fidanzata, il vero Lombard si era suicidato, vinto dal senso di colpa e dai rimorsi. Morley, frugando tra le carte di Lombard dopo la sua morte, aveva trovato l'invito di Mr. Owen e, spinto dalla curiosità, si era recato alla villa al posto dell'amico defunto.
Dopo la morte del dottore e di Blore, i due amanti restano soli e Ann spara a Charles con la pistola di lui; al rientro nella villa trova il giudice, che in realtà aveva solo simulato la propria morte, il quale ha predisposto per la ragazza un cappio che, secondo la sua teoria, Ann utilizzerà per suicidarsi: il giudice infatti, dopo averle spiegato le ragioni della propria finta morte, le confessa il suo antico sogno di commettere un omicidio e che, ormai malato senza speranza di guarigione, sta per togliersi la vita con il veleno, lasciandola sola ad affrontare il giudizio di sicura colpevolezza, in quanto verrà ritrovata unica superstite e sarà quindi ritenuta responsabile della morte di tutti gli ospiti. 
Appena il giudice ingerisce il veleno, Charles compare sulla porta, incolume, poiché Ann poco prima ha solo finto di sparargli. Prima di morire, il giudice si rende conto che l'amore dei due giovani li ha portati a fidarsi l'uno dell'altro e questo evento, da lui imprevisto, li ha salvati. Solo allora ha la consapevolezza che il suo piano è fallito e nessun altro sarà punito.